# 5. august
5. august er dag 217 i året i den gregorianske kalender (dag 218 i skudår). Der er 148 dage tilbage af året.

### Begivenheder
Født - Dødsfald
- 1305 - Den skotske helt og frihedskæmper William Wallace, som slog Edvard I i slaget ved Stirling Bridge, tages til fange af englænderne og henrettes som forræder.
- 1529 - Freden ved Cambrai indgås af Frans 1. af Frankrig og den tysk-romerske kejser Karl 5. Frans afstår fra sine krav på Italien og Karl på Burgund.
- 1583 - Sir Humphrey Gilbert grundlægger den første engelske koloni i Nordamerika ved St. John's, Newfoundland.
- 1620 - Mayflower står ud fra Southampton i England med pilgrimme til Amerika.
- 1716 - I et stort slag slår prins Eugen af Savoyen med en styrke på 40.000 østrigere en hær på 150.000 tyrkere under Darnad Ali Pasha i slaget ved Peterwardein. Over 30.000 tyrkere mister livet.
- 1772 - Polens første deling finder sted, og landet reduceres med en tredjedel. Naboerne Rusland, Østrig og Preussen tager hver en bid.
- 1794 - Under Tømrerstrejken arresterer politiet 200 tømrersvende og sætter dem i Kastellet.
- 1810 - Kejser Napoleon lægger skat på alle kolonivarer som importeres til Frankrig.
- 1858 - Nedlægning af det første transatlantiske telegrafkabel afsluttes. Man ophører med at bruge kablet 1. september, da signalet er for svagt.
- 1873 - Lakota-indianere angriber pawnee-indianerne i den sidste store stammekamp i USA
- 1884 - Grundstenen til Frihedsgudinden i New York nedlægges på Bedloe's Island i New Yorks havn.
- 1905 - Norge stemmer ved en folkeafstemning ja til selvstændighed fra Sverige.
- 1914 - Verdens første elektriske trafikfyr idriftsættes på Euclid Avenue og East 105th Street i Cleveland, Ohio.
- 1914 - Under 1. verdenskrig erklærer Tyskland krig mod Det Russiske Kejserrige og Montenegro erklærer krig mod Østrig-Ungarn. USA, Cuba, Uruguay, Mexico og Argentina erklærer sig alle neutrale.
- 1915 - Warszawa besættes af tyske tropper, efter at russerne har trukket sig ud.
- 1940 - Letland bliver opslugt i Sovjetunionen som  Lettiske Socialistiske Sovjetrepublik.
- 1941 - Under 2. verdenskrig tager den tyske 400.000 krigsfanger ved Slaget om Smolensk.
- 1942 - I København rejses tiltale mod nogle "swingpjatter", hvis uanstændige dans forstyrrer ro og orden på flere restauranter.
- 1943 - Under 2. verdenskrig rykker britiske tropper ind i Catania på Sicilien.
- 1949 - Mere end 6.000 mennesker omkommer ved jordskælv i Ecuador.
- 1953 - Under Koreakrigen foretages "Operation Big Switch", der er en udveksling af krigsfanger mellem FN-kommandoen og Kina og Nordkorea, ved Panmunjom, Korea.
- 1960 - Øvre Volta opnår uafhængighed fra Frankrig.
- 1962 - Nelson Mandela bliver arresteret og får senere en 5 års fængselsdom.
- 1963 - En aftale om forbud mod kernevåbenforsøg indgås i Moskva af Rusland, USA og England.
- 1973 - I Athens Lufthavn åbner arabiske terrorister ild og dræber tre og sårer 55.
- 1974 - Præsident Richard Nixon indrømmer, at han har tilbageholdt information om Watergate indbruddet, tre dage senere indgiver han sin afskedsbegæring.
- 1974 - Tyrkiske og græske officerer når frem til aftale om våbenstilstand på Cypern
- 1978 - Rigsbibliotekar Palle Birkelund erklærer, at ansatte ved Det Kongelige Bibliotek har deltaget i organiseret tyveri af uerstattelige bøger.
- 1980 - Belgiens parlament beslutter at omdanne landet til en forbundsstat bestående af to delstater for at bilægge årelang sprogstrid.
- 1981 - Forhenværende B&W direktør Jan Bonde Nielsen anholdes af Scotland Yard, men løslades mod kaution.
- 1992 - Kulturminister Grethe Rostbøll udskriver konkurrence om udbygning af Statens Museum for Kunst.
- 1997 - 227 af 254 ombordværende omkommer, da et sydkoreansk Boeing 747 styrter i havet før landing på Guam.
- 2006 - Floyd Landis, vinder af Tour de France 2006, erklæres nu officielt dopet efter at også B-prøven efter 17. etape den 20. juli har vist sig positiv med et alt for stort indhold af testosteron.

### Født
- 1737 - Johann Friedrich Struensee, tysk-dansk læge og statsmand (død 1772).
- 1802 - Niels Henrik Abel, norsk matematiker (død 1829).
- 1828 - Louise, hollandskfødt svensk-norsk dronning (død 1871).
- 1850 - Guy de Maupassant, fransk forfatter (død 1893).
- 1852 - Ole Juul, norsk maler (død 1852).
- 1862 - Joseph Carey Merrick, "elefantmanden" (død 1890).
- 1863 - Professor Labri, dansk gøgler (død 1935).
- 1890 - Erich Kleiber, østrigsk dirigent (død 1956).
- 1895 – Nathalie Krebs, dansk kunsthåndværker (død 1978).
- 1897 - Aksel Larsen, dansk politiker (død 1972).
- 1906 - John Huston, amerikansk filminstruktør (død 1987).
- 1912 - Abbé Pierre, fransk katolsk præst (død 2007).
- 1930 - Neil Armstrong, amerikansk astronaut, første mand på Månen (død 2012).
- 1938 - Theis Jensen, dansk musiker og designer.
- 1939 - Henning Prins, dansk forfatter og oversætter (død 2018).
- 1941 - Ole Sippel, dansk udenrigskorrespondent (død 2013).
- 1942 - Marianne Kjærulff-Schmidt, dansk skuespillerinde (død 2001).
- 1947 - Angry Anderson, Australsk skuespiller og sanger.
- 1965 - Helle Dolleris, dansk skuespillerinde.
- 1966 - Thomas Bendixen, dansk skuespiller.
- 1968 - Marine Le Pen, fransk politiker
- 1968 - Colin McRae, skotsk rallykører (død 2007).
- 1970 - Simon Monjack, engelsk filminstruktør (død 2010).

### Dødsfald
- 1895 - Friedrich Engels, tysk filosof (født 1820).
- 1916 - George Butterworth, engelsk komponist og soldat (født 1885) - dræbt i krig.
- 1929 - Millicent Garrett Fawcett, engelsk kvindesagsforkæmper (født 1847).
- 1962 - Marilyn Monroe, amerikansk skuespiller (født 1926) - selvmord.
- 1984 - Richard Burton, walisisk skuespiller (født 1925).
- 1993 - Karin Nellemose, dansk skuespillerinde (født 1905).
- 1997 - Poul Møller, dansk folketingspolitiker og minister (født 1919).
- 2000 - Alec Guinness, britisk skuespiller (født 1914).
- 2009 - Budd Schulberg, amerikansk manuskriptforfatter (født 1914).

|  | Denne datoartikel kan blive bedre, hvis der indsættes et (bedre) billede Du kan hjælpe ved at afsøge Wikimedia Commons for et passende billede eller uploade et godt billede til Wikimedia Commons iht. de tilladte licenser og indsætte det i artiklen. |